# 한성백제

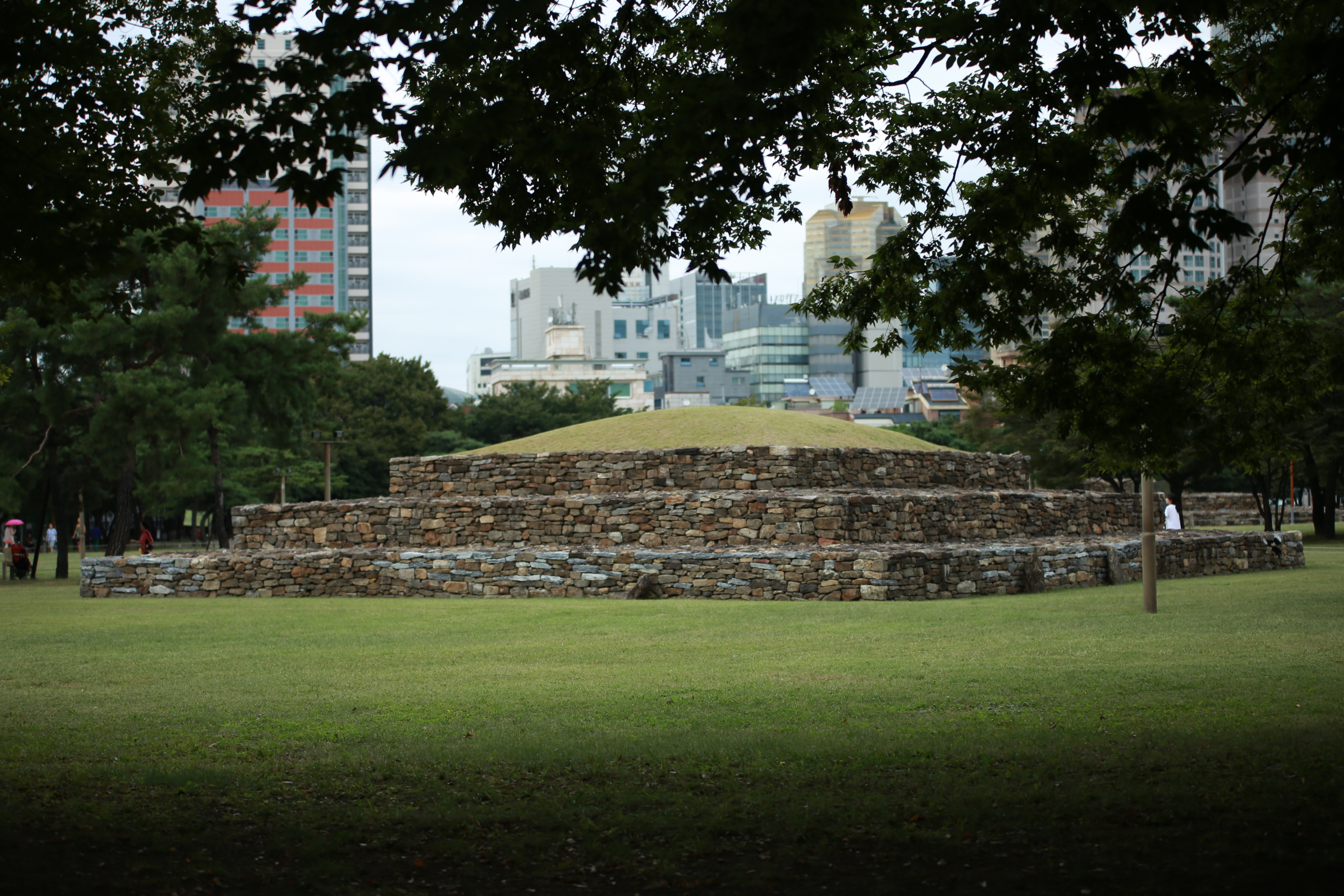
한성백제의 고분으로 여겨지는 서울 석촌동 고분군

한성백제(漢城百濟)는 백제의 첫 번째 수도인 한성을 중심으로 한 시기(기원전 18년경~475년)이다. 한성백제는 백제 초기의 정치, 경제, 군사적 중심지로서 국가 형성기부터 고대 국가로의 발돋움에 이르기까지 백제의 발전을 이끈 시기이다. 백제는 한강 유역을 기반으로 대방군, 목지국 등 주변 세력과 관계를 맺으며, 삼국 중 초기 국가 형성 과정에서 두드러진 성장을 보였다. 이 시기 백제는 고구려, 신라, 가야 등의 주변국과 외교적, 군사적으로 긴밀한 관계를 맺으며 백제의 고대 국가로서의 체제를 다졌다.

## 역사

### 건국
『삼국사기』에 따르면, 백제의 시조에 대한 첫 번째 설화는 온조왕을 중심으로 한다. 이 설화에서 백제의 시조는 고구려 시조 주몽의 아들인 온조이다. "백제의 시조는 온조왕(溫祚王)이다. 그의 아버지는 추모(鄒牟) 혹은 주몽(朱蒙)이라고 한다. 주몽은 북부여(北扶餘)에서 난리를 피하여 졸본부여(卒本扶餘)로 왔다... 주몽이 아들 둘을 낳았는데, 맏이는 비류(沸流)이고 둘째는 온조이다." 이 설화에서는 온조와 비류가 고구려의 정치적 상황에서 벗어나 남쪽으로 이동하였으며, 온조는 하남 위례성에 정착하고 비류는 미추홀에 정착하였다. 이후 비류가 사망하고 온조가 그의 세력을 흡수하여 나라의 이름을 '백제(百濟)'로 변경했다고 한다.
반면, 『삼국사기』에는 두 번째 설화인 '비류왕 설화' 역시 전하는데, 여기서 백제의 시조는 비류왕으로 묘사된다. "일설에는 시조는 비류왕인데 그 아버지 우태(優台)는 북부여왕 해부루(解扶婁)의 서손(庶孫)이고, 어머니 소서노(召西奴)는 졸본(卒本) 사람 연타발(延陁勃)의 딸이다. 소서노가 우태에게 시집가서 아들 둘을 낳았는데 맏아들이 비류이고 둘째가 온조였다." 이 설화에 따르면, 온조와 비류는 고구려가 아닌 북부여 출신이며, 이후 남하하여 각각 미추홀과 하남 위례성에 정착하였다. 그러나 이 설화에서는 비류가 시조로서 강조되고 있으며, 온조는 그의 동생으로 나타난다.

### 마한의 병합 및 영토 확장
백제 건국 당시 한강 지역은 직산-천안을 중심으로 한 목지국이 다스리던 마한의 영토로서, 100리의 땅을 할애받아 십제를 세우고 미추홀과 연맹을 형성했다. 246년에 진한 8국을 분할하는 문제로 마한과 낙랑·대방군 사이에 전쟁이 일어났는데, 마한은 대방태수(帶方太守)를 전사시키는 전과를 올렸지만 결국 참패하였고 이로 인해 목지국(目支國)이 약화되었다. 이 틈을 노려서 백제는 기존의 마한 54개 부족연맹체의 우두머리였던 목지국을 제압하게 된다. 3세기 중엽에서야 백제 고이왕은 한강 유역을 장악하였고, 인천까지 영향권에 넣었다.
이후 중국과의 무역로를 확보하며 중국 문물들을 받아들인 결과, 16관등, 공복, 6좌평과 상좌평을 제정하는 등 권력 체계를 확대하여 독재 집권 국가의 토대를 형성하였다. 그러나 고이왕 이후 낙랑과 계속되는 싸움에서 298년에는 책계왕이 살해되었고, 304년에는 분서왕이 살해되었다.

### 근초고왕

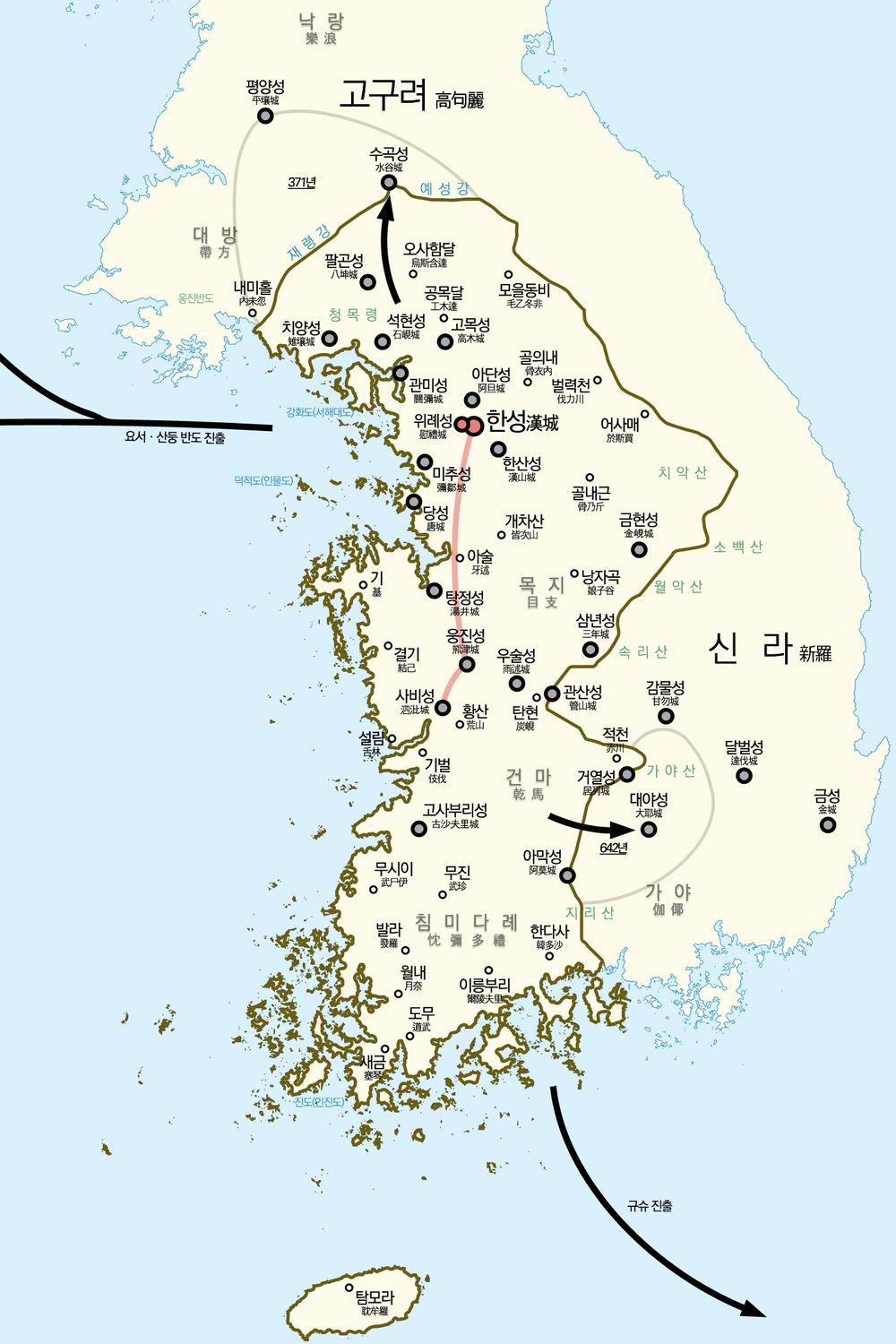
백제의 총 지배권역. 근초고왕때 최대 강역을 확보하였으나 고구려에 의해 한성이 점령당하고 웅진으로 천도하였다.

4세기 중반 근초고왕은 중원에 기록상 처음으로 사신을 파견하여 국가로서 인정받고 일본과도 외교 관계를 최초로 여는 등 외교적으로도 백제라는 이름을 각인시켜 백제를 고구려와 맞서는 한 축으로 당당히 성장시켜 전성기를 열었다는 평가를 받는다. 침류왕 때는 불교를 공인하여 중앙 집권 체제를 종교적으로 뒷받침하였다. 동성왕은 중국 남조(南朝)의 남제(南齊)에도 사신을 보내고자 시도하고, 신라에도 사신을 보내는 등 외교에 힘을 기울였다.
4세기 근초고왕은 남으로 마한을 제압하고 북으로는 고구려의 침공을 막고, 북진하여 고구려의 고국원왕을 전사시켰다. 그리고 랴오시, 산둥, 큐슈 등과 무역을 시작했다. 양서의 기록에 따르면, 광개토왕이 랴오둥 일대를 점령한 시기(397년 이후)에 백제가 랴오시로 진출하여 대륙을 통치했다고 한다. 그러나 이 시기의 백제는 광개토왕의 공격을 받아 58개 성을 빼앗기는 등 무척 어려운 상황에 있어 논란의 여지가 많다.

### 한성의 함락과 천도
하지만 5세기 후반, 고구려 장수왕의 남진 정책으로 인해 한성은 475년 함락되었다. 백제기는 "개로왕(蓋鹵王) 을묘년(475) 겨울, 고구려[狛]의 대군이 와서 대성(大城)을 7일 낮 7일 밤을 공격하였다. 그리하여 왕성이 함락되고 마침내 위례(尉禮) 를 잃었다. 국왕과 대후(大后), 왕자 등이 모두 적의 손에 죽었다."고 적었다. 장수왕은 한성을 점령하였으나 곧 병력을 물렸고, 개로왕의 동생인 문주왕이 위례성에서 다음 국왕으로 즉위하였다. 곧 수도는 웅진(현재의 공주)으로 옮기게 되어 한성은 이후 다시 수도가 되지 못했다.
한성 함락과 국왕의 피살로 인해 백제는 일시적인 혼란에 빠졌다. 일본서기는 '고구려가 백제를 쳐서 없앴다'고 기록하고 있으며, 실제로 백제는 개로왕 17년인 471년 이후로 송나라에 사신을 보내지 못했고, 480년까지 공식적인 외교 활동이 중단되었다. 이 기간 동안 백제의 왕위는 문주왕, 삼근왕, 동성왕으로 이어졌지만, 왕위 계승 과정에서의 혼란과 내부 갈등으로 주변국에 정확한 정보가 전달되지 않았다. 이에 따라 남제는 479년 신왕조 수립 시 백제에 대한 책봉을 하지 않았으며, 백제의 실상을 제대로 파악하지 못했다. 중국 역시 백제가 멸망한 것으로 오인했다는 가능성이 제기된다. 이후 백제는 국정을 안정시키고 480년에 남제에 사신을 파견하여 외교 관계를 재개하였다.

## 대외 관계

### 마한
백제는 마한 연맹체에 속한 소국으로 시작되었다. 마한 연맹은 약 54개의 소국으로 이루어졌으며, 그 중 백제국은 한강 유역을 중심으로 성장한 대표적인 소국이었다. 백제는 온조왕을 시조로 하는 건국 설화를 통해 마한 소국 중 하나로 출발했다. 초기에는 목지국의 통제를 받으며 마한의 다른 소국들과 협력하고 교류하는 관계였으나, 백제가 강력한 정치적·군사적 세력으로 성장하면서 마한의 다른 소국들과 경쟁하는 구도로 바뀌었다. 이 과정에서 백제는 경기도와 충청도 등 주변 소국들을 정복하고 통합하며 독립적인 세력으로 발전했다. 특히 4세기 후반 근초고왕은 적극적인 정복 전쟁을 벌여 마한의 대부분을 통합하고, 백제의 영역을 확장하였다. 마한의 중심지였던 금강 유역과 그 인근 지역들이 백제의 통제하에 들어가면서, 마한 연맹은 백제에 의해 사실상 흡수되었다. 이로 인해 백제는 마한의 소국에서 벗어나 독립적인 고대 국가로 성장하게 되었고, 이는 백제의 중앙집권적 국가 체제를 구축하는 데 중요한 발판이 되었다.
백제가 마한을 통합함으로써 얻은 가장 큰 이점은 한반도 중남부의 경제적·전략적 요충지인 금강 유역을 장악하게 된 것이었다. 이 지역의 풍부한 자원과 인구는 백제의 경제적 발전에 크게 기여하였으며, 나아가 백제의 군사적 기반을 강화하는 데도 중요한 역할을 했다. 또한, 마한의 다른 소국들을 통합함으로써 백제는 한반도 서남부의 지배적 세력으로 부상하게 되었다. 소백산맥에 국경이 닿음으로써 신라, 가야와 외교 관계를 맺을 수 있는 환경이 마련되기도 하였다.

### 고구려
백제는 건국 설화와 묘제에서 드러나듯 고구려계 유이민이 강한 영향력을 행사한 국가로 생각된다. 건국 후 초기에는 낙랑군과 대방군 등 한사군이 가로막아 고구려와 특별한 외교관계를 갖지 못했으나, 313년 고구려의 미천왕이 이들을 한반도에서 축출한 이후 본격적인 관계를 갖게 되었다. 이후 대방군의 옛 땅을 두고 고구려와 경쟁하였으며, 369년에 시작된 고구려와의 전쟁에서 근초고왕의 군대는 승리를 거두고 현 황해도 지역을 점령하였다. 이때 평양성을 공격하여 371년에는 고국원왕을 전사시키기도 하였다.
그러나 이후 광개토대왕이 즉위하고 고구려는 강력한 남진정책을 펼쳤다. 백제는 고구려와의 전쟁에서 여러 차례 패배하였으며, 396년 아신왕은 고구려에 굴복하여 왕제와 대신들을 인질로 보내며 스스로를 '노객'으로 칭하는 등 굴욕적인 관계를 맺었다. 이후 신라와 동맹을 맺는 등 고구려에 저항하였으나 결국 475년 장수왕에 의해 한성이 함락되며 웅진으로 천도하였다.

### 신라
백제와 신라는 한반도 남부에서 각각 강국으로 성장하면서 처음에는 소백산맥을 두고 두 차례 전쟁을 벌이는 등 대치하였다. 이러한 경쟁구도는 계속 이어져 아신왕 시기 백제, 왜, 가야의 연합군이 서라벌까지 쳐들어감으로써 신라가 광개토대왕의 원정을 요청하는 계기를 만들기도 하였다. 그러나 4세기 후반부터 5세기 초반까지 두 나라는 고구려의 남진 정책에 대응하기 위해 서로 협력했다. 대표적으로 433년, 백제의 비유왕과 신라의 눌지 마립간이 나제동맹을 맺었다고 평가된다. 이 동맹은 백제와 신라가 고구려의 강력한 군사적 위협에 공동 대응하기 위해 체결한 것으로, 두 나라는 군사적 협력을 통해 고구려의 남하를 저지하려고 했다.

### 중국
| 년    | 고구려            | 백제              | 왜                          |
| ----- | ----------------- | ----------------- | --------------------------- |
| 317년 | <동진 건국>       | <동진 건국>       | <동진 건국>                 |
| 372년 |                   | 진동장군 (여구)   |                             |
| 386년 |                   | 진동장군 (여휘)   |                             |
| 413년 | 정동장군 (고련)   |                   |                             |
| 416년 | 정동대장군 (고련) | 진동장군 (여영)   |                             |
| 420년 | <유송 건국>       | <유송 건국>       | <유송 건국>                 |
| 420년 | 진동대장군 (여영) |                   |                             |
| 421년 |                   |                   | (안동장군?(찬))             |
| 438년 |                   |                   | 안동장군 (진)               |
| 443년 |                   |                   | 안동장군 (제)               |
| 451년 |                   |                   | 안동대장군 (제) (안동장군?) |
| 457년 |                   | 진동대장군 (여경) |                             |
| 462년 |                   |                   | 안동장군 (흥)               |
| 463년 | 거기대장군 (고련) |                   |                             |
| 478년 |                   |                   | 안동대장군 (무)             |

4세기 근초고왕 시기에 고구려와의 전투에서 승리한 이후 중국의 동진(東晋)과 공식적인 외교 관계를 맺었다. 372년, 백제는 동진에 사신을 파견하여 조공을 바치고, 그에 대한 대가로 근초고왕은 진동장군(鎭東將軍)에 봉해졌다. 이로써 백제는 중국의 제후국으로 인정받고 국제적인 위상이 강화되었다. 백제는 중국과의 외교적 관계를 통해 군사적 지원을 얻기도 했으며, 이를 바탕으로 주변 국가들과의 갈등에서도 유리한 위치를 차지할 수 있었다. 백제는 중국의 지지를 바탕으로 고구려와 신라를 견제하고, 동아시아 내에서 강력한 국가로 성장하는 발판을 마련했다.
이후에도 백제는 중국의 남송, 남제, 양 등 남조의 여러 왕조와 외교 관계를 맺었고, 이를 통해 정치적·군사적 지원을 받았다. 백제는 중국에 사신을 파견해 조공을 바치는 한편, 중국으로부터 벼슬을 받으며 양국의 관계를 더욱 공고히 했다.
백제와 중국의 관계는 정치·군사적 차원을 넘어 경제적·문화적 교류로도 확대되었다. 백제는 중국으로부터 불교, 도교, 유학 등 다양한 사상과 학문을 받아들이며, 이를 바탕으로 자국 내에서 문화적 발전을 이룰 수 있었다. 특히 불교를 중국으로부터 수용하여 국가 종교로 삼았고, 이는 백제의 정신적 기반을 형성하는 중요한 요소가 되었다. 또한, 백제는 중국의 선진 기술과 문화를 받아들여 자국의 문화와 기술 수준을 높였다.
북조 왕조인 북위(北魏)와 첫 교류를 한 것은 472년이었다. 개로왕은 북위에 사신을 파견해 조공과 상표문을 올려 고구려를 침공할 것을 요청하였다. 그러나 해당 요청은 거부되고, 475년에 고구려가 백제를 침공하여 개로왕을 죽임으로써 한성기는 막을 내렸다.

### 왜
백제는 근초고왕 시기인 364년 탁순국의 중개로 왜와 외교관계를 맺은 뒤 긴밀한 관계를 맺었다. 특히 고구려의 남진 정책에 대항하기 위해 왜국과 외교적·군사적 동맹을 맺었다. 아신왕(392년-405년)은 고구려에 의해 백제가 큰 위기를 맞이하자 왜국과 비밀리에 통교하며, 백제의 외교적 후원을 얻고자 태자 전지를 왜국에 인질로 파견하기도 했다. 또한 백제와 왜의 연합군은 신라를 공격하여 신라가 광개토대왕에 원병을 요청하는 계기가 되기도 하였다. 이후 475년 장수왕에 의해 한성이 함락된 5년 뒤, 왜에 파견되어있던 개로왕의 동생인 곤지의 아들인 동성왕을 통해 백제의 왕조가 이어졌다.
백제는 왜국에 선진 문화를 전달하는 데 중요한 역할을 했다. 특히 불교, 철기, 도자기 기술, 문자 등의 선진 문물을 왜국에 전파하여 왜국의 문명 발전에 큰 기여를 했다. 왕인 등 백제의 학자들 역시 왜국에 건너가 다양한 분야에서 지식을 전수했다.

## 정치와 사회
여러 종류의 건국 설화는 백제의 시조에 대한 논쟁의 핵심을 이룬다. 두 설화의 공존을 백제 왕실의 기원이 비류계와 온조계로 나뉘어 있었음을 보여주며, 이는 역사적으로 백제 왕실이 비류계에서 온조계로 교체되었을 가능성을 시사하는 것으로 해석하기도 한다. 백제 초기 역사에서 이와 같은 왕실 교체가 일어났고, 그 흔적이 두 가지 상반된 건국 설화로 남게 되었다는 가설이다.
건국 설화는 백제가 고구려 혹은 부여에서 온 이들이라고 전하고 있다. 개중에는 서울 석촌동 고분군의 양식과 적석분의 남하를 근거로 고구려계 유이민 혹은 망명자들과 백제 지배층 사이의 연관성이 제기되기도 한다. 또한 고구려의 지배계급과 부여 사이에 연관성이 있음에 더해, 백제가 부여씨를 택하고 국호를 남부여로 변경하기도 한 점을 들어 백제 지배층이 부여 출신 의식을 갖고 있었다는 점 역시 제기된다. 그러나 한강 유역의 재래 집단에 고구려계, 부여계, 옥저계, 예계 부족이 합류하였을 수 있지만, 이들을 제외한 한반도 중남부의 토착민들 역시 백제의 정체성을 형성했음이 지적되고 있다.
한성백제 시기의 백제는 국왕을 중심으로 한 중앙집권적 통치 체제를 구축하였다. 『삼국사기』에 따르면, 백제의 초기 국왕들은 왕위를 세습하면서 왕권을 강화해 나갔고, 주변 마한 소국들 및 성을 점령하고 편입시키며 중앙집권적인 통치체제를 구축하였다. 이때 백제의 정치 구조는 16관등제를 통해 관료 체제를 운영했으며, 특히 정사암회의(政事巖會議)를 통해 중요한 정치적 의사결정이 이루어졌다. 이는 고구려의 제가회의, 신라의 화백회의와 유사한 기능을 하였다.

## 군사와 방어체계
한성백제 시기의 도성은 풍납토성과 몽촌토성을 중심으로 발달하였다. 국립강화문화재연구소의 발표에 의하면, "백제 한성기는 풍납토성과 몽촌토성을 중심으로 도성의 경관을 구축해 나갔고, 개로왕 시기에는 대규모 토목공사를 통해 도성 경관의 변화를 완성했다"라고 설명한다. 또한, 이 시기에 한성 도성은 왕성, 일반인 거주 구역, 제방, 도로 등 다양한 시설을 갖춘 복합적인 공간으로 발전했다.
백제 한성기에는 도성 외곽의 다양한 지방성이 축조되었다. 지방성은 도성 바깥에 위치한 여러 성곽으로, 주로 정치적 중심지와 군사적 거점 역할을 했다. 지방성 축조에는 토축과 석축의 기술이 사용되었으며, 대표적인 예로 포천 고모리산성과 의왕 모락산성이 있다.
백제 한성기의 방어체계는 도성과 지방성, 그리고 관방시설을 중심으로 구축되었다. 한성대학교 윤성호 교수에 따르면, 백제 한성기는 도성을 중심으로 한 방어선과 함께 지방성들이 방어체계의 핵심 역할을 했다. 백제 한성기 시기 축조된 대표적인 방어시설인 풍납토성과 몽촌토성은 도성 방어의 중추적인 역할을 담당했다.

## 문화와 유물
한성백제는 다양한 문화적 교류를 통해 독자적인 문화를 발전시켰다. 중국과의 교류를 통해 유교, 불교 사상이 전해졌으며, 이를 바탕으로 백제의 문화와 예술이 발전하였다.
한성백제의 유적지로는 풍납토성과 몽촌토성이 대표적이며, 이곳에서 출토된 유물들은 백제의 생활상과 문화적 교류의 흔적을 보여준다. 풍납토성에서는 중국의 청자, 동진의 청동기 등이 발견되었으며, 이는 한성백제가 동아시아 교류의 중심지였음을 시사한다.